# شهرستان پرت، انتاریو
شهرستان پرت، انتاریو (به انگلیسی: Perth County) یک شهرستان در Canada است که در Ontario واقع شده‌است.

## خصوصیات
شهرستان پرت ۳۷٬۵۷۱ نفر جمعیت دارد و ۳۹۴ متر بالاتر از سطح دریا واقع شده‌است.